# 小松昌平
小松 昌平（こまつ しょうへい、1990年4月14日 - ）は、日本の俳優、声優。福岡県出身。賢プロダクション所属。元HIROZ。

## 経歴
小学生の頃は空手、中学の3年間は剣道に励んでいたが、高校時代になんとなく演劇部に入ったことがきっかけで芝居の道へ進む。
2011年にHIROZに加入し、ニューレオマワールドでこれまでの空手や剣道の経験を生かしショーやパレードにMCやダンサー、アクション俳優として出演する。劇団では声を褒められることが多く、次第に劇団内における自らの強みは"声"であると自覚するようになっていった。パレードのメインMCなどを任せられるうちに声の仕事に興味を持ち2012年にHIROZを卒業し上京、2013年第7回声優アワード新人発掘オーディションに一般枠で応募したが落選。その後、Koebuのインターネット声優スクール「MANAVO!」の推薦枠を獲得し、2014年第8回声優アワード新人発掘オーディションに再び挑戦した。オーディションの結果、最多8社から指名され、賢プロダクションの付属声優養成所スクールデュオ（15期生）に入所し、2015年4月より同事務所のジュニア所属となった。同期には逢田梨香子などがいる。声優としての初仕事は、 アニメ『幕末Rock』のガヤで、村人たちが歌を歌うシーンだった。
2019年9月16日、人口上位2%の知能指数（IQ）を有する者の交流を主たる目的とした非営利団体であるMENSA会員になったことを報告した。

## 人物
特技はアクション、殺陣、歌、バク転、イタリアンフラッグ、ダンス、筑豊弁。これらの特技はHIROZ所属時代に身につけた技能である。
アイドルマスターSideMシリーズで同ユニットとして活動している寺島惇太、濱野大輝とは『DAYS』で共演してからの仲であり、しばしば一緒にご飯を食べる仲である。
2020年4月より、YouTubeにて動画配信を開始した。

## 出演
太字はメインキャラクター。

### テレビアニメ
2014年
- 幕末Rock

2015年
- パックワールド（ゴースト）

2016年
- 僕のヒーローアカデミア（2016年 - 2017年、生徒、若者）
- コンクリート・レボルティオ〜超人幻想〜（男性アナウンサー）
- 妖怪ウォッチ（若者）
- 甲鉄城のカバネリ（狩方衆）
- DAYS（佐藤栄樹、相手チーム、他校部員、観客）
- マクロスΔ（兵士）

2017年
- 鬼平（賊B、若い僧）
- 新幹線変形ロボ シンカリオン（町の人、一般客）
- エロマンガ先生（アナウンサー、めぐみのクラスメイト）
- 進撃の巨人（2017年 - 2018年、兵、ナイルの側近、調査兵） - 2シリーズ
- 恋と嘘（男子）
- アイドルマスター SideM（牙崎漣）

2018年
- サンリオ男子（男子、まーくん、部員、弓道部員、サッカー部員）
- ポチっと発明 ピカちんキット（宇宙人）
- 若おかみは小学生!（男性客、男性客1）
- アイドルマスター SideM 理由あってMini!（牙崎漣）
- DOUBLE DECKER! ダグ&キリル（ホストB）
- からくりサーカス（2018年 - 2019年、ジム）

2019年
- 風が強く吹いている（1年）
- イナズマイレブン オリオンの刻印（チャウ・シン）
- 賢者の孫（アウグスト＝フォン＝アールスハイド、社員）

2020年
- number24（都留靖也）
- SHOW BY ROCK!! ましゅまいれっしゅ!!（2020年 - 2021年、ハッチン） - 2シリーズ
- アクダマドライブ（男）

2021年
- キングスレイド 意志を継ぐものたち（エディ）
- ふしぎ駄菓子屋 銭天堂（2021年 - 2024年、対戦相手、土田陸人）
- 名探偵コナン 警察学校編 Wild Police Story（2021年 - 2022年、男子生徒）

2022年
- サザエさん（涼介 他）
- アニ×パラ〜あなたのヒーローは誰ですか〜（間白譲治）
- お昼のショッカーさん（ゴーラスグリーン）

2023年
- The Legend of Heroes 閃の軌跡 Northern War（若者A）
- 帰還者の魔法は特別です（パーシヴァル・アセグニッツ）
- 忍ばない！クリプトニンジャ咲耶（2023年 - 2024年、アトザ、ナルカミ）

2024年
- 即死チートが最強すぎて、異世界のやつらがまるで相手にならないんですが。（マサユキ、鳳春人）
- 治癒魔法の間違った使い方（アルク）
- 葬送のフリーレン（ラント）
- わんだふるぷりきゅあ!（猪狩勝）
- ダンダダン（同級生）
- 来世は他人がいい（黒服）

2025年
- 猫になりたい田万川くん（真堂來生）
- 妖怪学校の先生はじめました!（虎竹）
- あらいぐま カルカル団（カラスの皆さん、パトラッシュ風の犬の皆さん）
- クレヨンしんちゃん（美容師C）
- その着せ替え人形は恋をする Season 2（柏木四季）
- New PANTY & STOCKING with GARTERBELT（ギークB、ゴースト、市民、生徒、ハン♡ 他）
- 転生悪女の黒歴史（ソル・ネモフィラ）

### 劇場アニメ
- 映画 プリキュアオールスターズ 春のカーニバル♪（2015年）
- ルドルフとイッパイアッテナ（2016年、子供たち）
- 映画かいけつゾロリ ZZ（ダブルゼット）のひみつ（2017年、警官）
- 劇場版マクロスΔ 激情のワルキューレ（2018年）
- 劇場版ポケットモンスター みんなの物語（2018年、ヘルガー）
- 若おかみは小学生!（2018年）
- ミュウツーの逆襲 EVOLUTION（2019年、トレーナー）

### OVA
- 進撃の巨人 LOST GIRLS（2017年、バーテン） - コミックス第24巻DVD付き限定版
- 蒼穹のファフナー THE BEYOND（2019年、漁協の人）

### Webアニメ
- ガンダムビルドファイターズ GMの逆襲（2017年、職員）
- 天下統一恋の乱〜出陣!雑賀4人衆〜（2018年、鳶[27]）
- GOD EATER レゾなんとか劇場（2018年、セイ）
- 終末のワルキューレII（2023年、アルケイデス[28]）

### ゲーム
2016年
- アイドルマスター SideM（2016年 - 2023年、牙崎漣）

2017年
- トリックスター 召喚士になりたい（アデル）
- 神式一閃カムライトライブ（フツ）
- ドラゴンネストR（ナルシス）
- アイドルマスター SideM LIVE ON ST@GE!（2017年 - 2020年、牙崎漣）
- スーパーマリオ オデッセイ（キャッピー）
- REDSTONE2（アーチャ）
- 極三国 -KIWAMI-（関平）

2018年
- 進撃の巨人2（主人公・男・タイプ3）
- CARAVAN STORIES（ミグノノ）
- 天涯ニ舞ウ、粋ナ花（椎名秋一）
- 光と闇の対決 〜輪廻のFight Song〜（キャンガー、フレイムチャック、ニノ系）
- プリンセスコネクト!Re:Dive（バグモンスター）
- 甲鉄城のカバネリ -乱- 始まる軌跡（要）

2019年
- Op8♪（角南悠歌）
- 成り上がり〜華と武の戦国（宮本武蔵、片倉小十郎、石川五右衛門）
- 戯画三国志（衛仲道、司馬懿、陸遜、孫権など）
- 刀剣乱舞 ONLINE（2019年 - 2024年、肥前忠広）
- 天下統一恋の乱〜出陣!雑賀4人衆〜（鳶）
- ソウルアーク（ナタ）
- ポケモンマスターズ / EX（2019年 - 2024年、ネジキ、ピーニャ）
- GOD EATER RESONANT OPS（八神セイ）
- 劇場推理 人狼狂(グルイ)（Pecora（ペコラ） ）
- 星鳴エコーズ（相馬結翔）
- SDガンダム GGENERATION CROSSRAYS（一般兵ボイス〈エースA〉）
- BUSTAFELLOWS（ヤン）
- クリムゾンクラン（ランカスター・フィルビー）

2020年
- GALAXYZ（ルイ）
- SHOW BY ROCK!! Fes A Live（ハッチン）
- 聖剣伝説3 TRIALS of MANA
- Shadowverse（静寂の元帥、パワフルマリオネッター、ポーションウィザード）
- キャプテン翼 RISE OF NEW CHAMPIONS（ボッシ）
- ドラゴンクエストライバルズ エース（ヘンリー）
- ホーンテッド・オバケストラ Vol.1 Awaking（烏飼）
- イケメン源氏伝 あやかし恋えにし（橘次末春）

2021年
- グランブルーファンタジー（クスキ）
- 異世界に転生したら伝説の勇者（受）でした!?（ハイノ）
- アンジェリーク ルミナライズ（ミラン）
- アイドルマスター ポップリンクス（牙崎漣）
- アイドルマスター SideM GROWING STARS（2021年 - 2023年、牙崎漣）
- 夢王国と眠れる100人の王子様（ルーク〈2代目〉）

2022年
- GetsuFumaDen: Undying Moon（月風魔）
- 夢職人と忘れじの黒い妖精（メル）
- ホーンテッド・オバケストラ Vol.2 Bianke（烏飼）
- ミリオンダラーボーイズ（イチハヤ）

2024年
- 原神（2024年 - 2025年、嘉明、カクーク）
- ドラゴンズドグマ2
- ブレイクマイケース（壱川春日）
- 18TRIP（白光琉衣、ライカ）
- My9Swallows TOPSTARS LEAGUE（クラン）
- パワフルプロ野球2024-2025（トオル、坂本ゲン）

2025年
- モンスターハンターワイルズ（ハンター ボイスタイプ5）
- WIND BREAKER 不良たちの英雄譚（犬上照臣）
- ヴァレット／VARLET（主人公）

### ドラマCD
2016年
- アイドルマスター SideM シリーズ（2016年 - 牙崎漣）
  - THE IDOLM@STER SideM ST@RTING LINE
    - 11 Altessimo
    - 12 THE 虎牙道

  - THE IDOLM@STER SideM NEW STAGE EPISODE（2020年）
    - 01もふもふえん
    - 02 THE 虎牙道

2017年
- マーカライト・ブルー Deeper ドラマCD「the Water flows into the Frame」（リュカ）

2018年
- チョコレート・ヴァンパイア（白銀紅） - 8巻特装版ドラマCD

2019年
- MusiClavies シリーズ（フォルテ）
  - -Op.ピアノ-
  - -Op.ヴァイオリン-
  - -Op.オーボエ・ダモーレ-

- 甲鉄城のカバネリ　電信報告　鈴木鍛左衛門殺人事件（要）
- HANDEAD ANTHEM シリーズ（2019年 - 、天神コウ、冨着ずみ、嘉間良眩、春野穏人）
  - Theme Song 『WANTED HANDEAD』（天神コウ、冨着ずみ、嘉間良眩、春野穏人）
  - B.U.H 1st ANTHEM『fLeEk』（2020年、嘉間良眩、天神コウ、冨着ずみ）
  - 夜鳴 1st ANTHEM『宵宵乱舞』（2020年、春野穏人）
  - deva 1st ANTHEM『Why not?』（2020年、天神コウ）
  - HIGH-TIDE 1st ANTHEM『BIG WAVE』（2020年、冨着ずみ）
  - DROP SERIES（2020年、天神コウ、冨着ずみ、嘉間良眩、春野穏人）
  - TRUCKS TRUST（2020年、天神コウ、冨着ずみ、嘉間良眩、春野穏人）
  - TEMPEST（2021年、天神コウ、冨着ずみ、嘉間良眩、春野穏人）

- オリジナルアニメ「number24」（2019年 - 2020年、都留靖也）
  - ドラマCD 1
  - Every Fight（2020年）

2020年
- 同棲花盛り
  - -小松昌平の場合 ヒナタ・リヒト-（ヒナタ、リヒト）
  - -小松昌平の場合 蒼衣・トオル-（蒼衣、トオル）

- アニマルセラトピア シリーズ（2020年 - 、ミルラ）
  - うたとドラマCDシリーズ Vol.1 - 5

- アンジェリーク ルミナライズ 3rd step（ミラン）

2021年
- ENLIGHTRIBE Side.ESMERALDA　-The ignition-（砦螺藻）
- GOALOUS5 MISSION：GO5 ボイスドラマ Vol.01 「学園ヲ声福セヨ！」 （緑埜樹）

### BLCD
2017年
- 好物はいちばんさいごに腹のなか（セルカークレックス）

2018年
- シンデレラは知らない（六条永久）
- エンプティースイーティー（けい）

2019年
- 好みじゃなかと（社員）

2020年
- 25時、赤坂で（2020年 - 2025年、佐久間）
  - 25時、赤坂で2（佐久間はじめ）
  - 25時、赤坂で3
  - 25時、赤坂で4
  - 25時、赤坂で5

2021年
- 鬼上司・獄寺さんは暴かれたい。（2021年 - 2024年、小山田）
  - 鬼上司・獄寺さんは暴かれたい。2
  - 鬼上司・獄寺さんは暴かれたい。3
  - 鬼上司・獄寺さんは暴かれたい。4

- スモーキーネクター（2021年-2024年、蔵持桜次郎）
  - スモーキーネクター Renew
  - ドメスティックビースト（蔵持桜次郎）

- クロエと雌の園（仁義）
- シュガードラッグ（2021年-2025年、金指陽介）
  - シュガードラッグ 薬学side（金指陽介）
  - シュガードラッグ 薬学side2

2022年
- ゾンビ・ハイド・セックス1（立花孝太）

2023年
- 不機嫌イトコがかわいすぎて仕方ない（古賀直樹）
- Sub様、躾の時間です1（相羽颯太）

2024年
- 裏切り者のラブソング（2024 - 2025年、ユリウス）
  - 裏切り者のラブソング 2

- オフステージラブサイド（リュウ）
- 青と碧 BLCDコレクション（吉田宇臣）
  - 何それ愛かよ（吉田宇臣）

2025年
- ミツキくんちょっと待って！（浅見悠介）
- ないまぜな熱情（川上絢人）

### オーディオドラマ
- アイドルマスター SideM「315 PASSION CONTENTS」（2023年 - 2024年、牙崎漣） - 4作品[一覧 3]

### 吹き替え

#### 映画
- バーバーショップ3 リニューアル!（2016年、ヤミー）
- 15時17分、パリ行き（2018年、フランシス）
- アクション・ポイント/ゲスの極みオトナの遊園地（2018年、スティーブ）
- ガン・シティ 〜動乱のバルセロナ〜（2018年、レオン〈ハイメ・ロレンテ〉）
- シティ・オブ・タイニー・ライツ（2019年、スチュワート）
- ラスト・サマー 〜この夏の先に〜（2019年、チャド）
- ロビン・フッド/キング・オブ・タイツ（2019年、ウィル）
- チューズ・オア・ダイ: 恐怖のサバイバルゲーム（2022年、アイザック）

#### ドラマ
- ウォンテッド! ローラ&チェルシー（2017年、デイビッド・バックリー〈チャールズ・コッティエール〉）
- 運命の子供たち（2017年、ハリーシュ）
- エル・チャポ（2017年、チャピート、キノ、ポヨ、暗殺者など）
- 客主〜商売の神〜（2017年、生徒）
- KILLJOYS/銀河の賞金ハンター（2017年、ジャック〈少年〉）
- ピウス13世 美しき異端児（2017年、レニー〈少年時代〉）
- グレイズ・アナトミー 恋の解剖学（2018年 - 、ニコ・キム〈アレックス・ランディ〉）
- スキャンダル 託された秘密（2018年、タッド）
- それいけ! ゴールドバーグ家（2018年、マット・ブラッドリー）
- BULL / ブル 法廷を操る男（2018年、マーティン・ハミルトン）
- ロア〜奇妙な伝説〜（2018年、リーバイ）
- 刑事フォイル（2019年、ニコライ・ブラチェンコ）
- 恋するアプリ Love Alarm（2019年）
- トゥー・オールド・トゥー・ダイ・ヤング（2019年、マイケル）
- トップボーイ（2019年、ジェイミー）
- リトル・ドラマー・ガール 愛を演じるスパイ（2019年、ウィリー）
- LUCIFER/ルシファー（2019年 - 2021年、ネイト）
- レジデント 型破りな天才研修医（2019年、エヴァン）
- ワンス・アポン・ア・タイム（2019年、オーガスト）
- ファインド・ミー 〜パリでタイムトラベル〜（2020年 - 、ダッシュ・カーン〈ハイラン・アベセカラ〉[78]）
- エレメンタリー ホームズ&ワトソン in NY（2020年）
- SUPERGIRL/スーパーガール（2020年）
- ヴァージンリバー（2021年）
- オールウェイズ・ミー（2022年、マネ）

#### アニメ
- アルカディア物語（2017年 - 2021年、クレール） - 3シリーズ
- スパイダーマン:スパイダーバース（2019年）

### デジタルコミック
- フェアプレイ・フェアラバー（2024年、諏訪聡道[79]）
- 僕は王子様になれない（2024年、朝倉那月[80]）

### ラジオ
※はインターネット配信。
- アイドルマスター SideM ラジオ 315プロNight!（2017年 - 、ニコニコ生放送※）
- MAN TWO MONTH RADIO 小松昌平のドまじめハイキック（2018年、AG-ON Premium※・超!A&G+※）[81]
- 深町寿成・小松昌平 TWO for ONE (2018年 - 2022年、AG-ON Premium※・超!A&G+※）
- 星鳴エコーズ RADIO 2ndSEASON（2019年 - 2020年、アニメイトタイムズ※）
- ENLIGHTRIBE RADIO（2021年 - 、YouTube※）[82]

### Web番組
- K4カンパニー（2017年 - 2022年、YouTube）
- 永野由祐・小松昌平の男子力向上委員会（2018年 - 2022年、YouTube）
- 浪川大輔のメンドーみてやる（2018年、あにてれ）
- GOALOUS5（2019年 - 、YouTube）

### テレビ番組
- イブニング5時（2011年 - 2012年、RSK山陽放送） - コーナーレギュラー
- 手酌ですみません!〜声優たちのとっておきの居酒屋〜（2017年、TBSチャンネル）
- SHOW BY ROCK!!年末特番（2019年、TOKYO MX）

### PV
- 戒名探偵 卒塔婆くん PV（2018年、外場薫[83]）
- 花盗人は少年のうち（2025年、浅葱[84]）

### 朗読劇
- スクールデュオ15期アッパークラス公演（2014年）
- 朗読劇「LOVE×LETTERS」（2017年）
- 声の優れた俳優によるドラマリーディング
  - 日本文学名作選　第五弾「銀河鉄道の夜」（2017年、カムパネルラ）
  - 日本文学名作選　第七弾「三つの愛と、殺人－芥川 太宰 安吾－」（2018年、イスカリオテのユダ）
  - 海外文学名作選第一弾 「ハムレット」（2019年、レアティーズ）
  - 日本文学名作選第九弾 「こゝろ」（2019年、私）
- 朗読で描く海外名作シリーズ 音楽朗読劇「シラノ」（2018年、クリスチャン）
- 日本の古典シリーズ　朗読劇 『源氏物語〜奥ゆかしき恋の果て〜』（2019年、光源氏）
- 声優朗読劇 VORLESEN フォアレーゼン
  - ヴェルサイユ騒動記（2019年）
  - 〜ここに一ふりの太刀ありせば〜（2020年）
  - 〜黒燕の騎士　蒲生氏郷〜（2021年）※中止または延期
  - 〜蒲生氏郷伝「こころみじかき　春の山風」〜（2021年、氏郷）
  - 〜ルクレールの暗殺〜（2023年）
  - 〜緑のまなざし〜（2023年）
  - 〜ベートーヴェンがやって来た！ヤア！ヤア！ヤア！〜（2023年）
  - 〜永遠のロリータ〜（2023年）
  - 〜ドン・ジョヴァンニ〜（2024年）
  - 黒いリボンの葬列（2024年）
  - 面会（2025年）
- 思春期ビターチェンジ（2019年10月、高岡和馬）
- 文豪、そして殺人鬼（2019年 - 2022年、朱知）
- 恋愛シミュレーション朗読劇！恋ドク第2弾「君を守る！そんなの猫飯前さ…」（2020年）
- PLATTO朗読劇 × 男子力向上委員会「さんにん暮らし」「アーレン古物商店の幽霊殺し」（2020年、大林一月、師匠、兄、弟）
- 朗読劇カレイドフィラメンツ『結びの旅』（2021年）
- 朗読劇「天草独立戦記」（2021年、天草四郎）
- SUMMER BEAT HANDEAD朗読劇（2021年）
- オンラインドラマシアター「星の王子さまともう一人の僕」（2021年）
- 文豪、そして殺人鬼 前日譚 〜事件記者 尺光輝〜（2021年、尺蓮慈）
- Story Teller（Terror） 朗読・謎（2021年）
- Story Teller（Terror） 朗読・怪談 五感（2022年）
- 『トライディア』シネマティックリーディング公演第7弾『神血の救世主〜0.00000001％を引き当て最強へ〜』（2023年）
- -音読stage- Story of Songs（2023年）
- ほむら先生はたぶんモテない（2023年）
- THE IDOLM@STER SideM PASSIONABLE READING SHOW -超常事変〜対立スル正義〜-（2023年3月12日、武蔵野の森総合スポーツプラザ メインアリーナ） - 牙崎漣 役[85]
- 朗読劇「カナリアの手帳」（2023年、手帳の男[86]）
- 朗読劇「ザーフィラ殿下と黒と白」（2024年、シラジュ[87]）
- 朗読劇「若きウェルテルの悩み」（2024年5月2日、TOKYO FM HALL）[88]
- 朗読劇「瓶詰めの海は寝室でリュズタンの夢をうたった」〜トノキヨの夏休み〜（2024年9月28日、ラッコ[89]）
- 朗読劇「ネコたん！弐 ぷらす 〜猫町怪異奇譚〜」仮面遊戯殺猫事件（2025年、阿修羅飄[90][91]）
- 絵本朗読LIVE「ビロードのうさぎ〜ペールトーン〜」（2025年[92][93]）

### 舞台
- 猿飛佐助と母の愛 - 猿飛佐助 役
- 坂本竜馬と沖田総司 - 沖田総司 役
- 明日なき戦い - 雷雷 役
- 明日なき戦い Vol.3 悪徳代官退治?ゴンベエじいさん救出大作戦！? - 金田屋 役
- 走れ!坂本竜馬
- イザナキ - 草太 役
- 部屋の外には
- セント・メグル・タイム～ぼくらの時空転々記～（2024年、AIメグル、修理屋[94]）

### 映像商品
- 人狼バトル lies and the truth 2019 FEBRUARY 〜人狼VS海賊〜
- 人狼バトル lies and the truth 2019 AUGUST 〜人狼VSエクソシスト〜
- 人狼バトル lies and the truth 2020 FEBRUARY 〜人狼VSプリズナー〜
- 人狼バトルTHE NIGHTMARE SEASON1#3
- 人狼バトルTHE NIGHTMARE SEASON1#4
- 男子力旅 Vol.1 in 福岡・大分
- 男子力旅 Vol.2 〜日本のテッペンを目指す旅！〜

### その他コンテンツ
- 九州じゃらん
- NEW レオマワールド ファンタスティック パレード
- 小松昌平の盤・番・絆!（BAN・BAN・BAN）（2020年 - ）

## ディスコグラフィ

### キャラクターソング
| 発売日   | 商品名                                                                                      | 歌 | 楽曲                                                                      | 備考 |
| 2016年   | 2016年                                                                                      | 2016年 | 2016年                                                                    | 2016年 |
| -------- | ------------------------------------------------------------------------------------------- | --- | ------------------------------------------------------------------------- | --- |
| 7月27日  | THE IDOLM@STER SideM ST@RTING LINE -12 THE 虎牙道                                           | THE 虎牙道 | 「強く尊き獣たち」 「情熱…FIGHTER」 「DRIVE A LIVE」                      | ゲーム『アイドルマスター SideM』関連曲                                                                            |
| 2017年   |                                                                                             | |                                                                           | |
| 2月1日   | Beyond The Dream                                                                            | 315プロダクション所属アイドル | 「Beyond The Dream」                                                      | ゲーム『アイドルマスター SideM』テーマソング                                                                      |
| 2月1日   | Beyond The Dream                                                                            | 315プロダクション所属アイドル（フィジカル） | 「Beyond The Dream」                                                      | ゲーム『アイドルマスター SideM』テーマソング                                                                      |
| 6月28日  | THE IDOLM@STER SideM ORIGIN@L PIECES 05                                                     | 牙崎漣（小松昌平） | 「RULE 〜牙ヲ穿テヨ〜」                                                   | ゲーム『アイドルマスター SideM』関連曲                                                                            |
| 2018年   |                                                                                             | |                                                                           | |
| 3月21日  | THE IDOLM@STER SideM 3rd ANNIVERSARY DISC 03 彩 & 神速一魂 & THE 虎牙道                     | THE 虎牙道 | 「RAY OF LIGHT」                                                          | ゲーム『アイドルマスター SideM』関連曲                                                                            |
| 3月21日  | THE IDOLM@STER SideM 3rd ANNIVERSARY DISC 03 彩 & 神速一魂 & THE 虎牙道                     | 彩、神速一魂、THE 虎牙道 | 「笑顔の祭りにゃ、福来る」                                                | ゲーム『アイドルマスター SideM』関連曲                                                                            |
| 3月25日  | THE IDOLM@STER SideM 3rd ANNIVERSARY SOLO COLLECTION 03                                     | 牙崎漣（小松昌平） | 「RAY OF LIGHT」                                                          | ゲーム『アイドルマスター SideM』関連曲                                                                            |
| 8月8日   | THE IDOLM@STER SideM WORLD TRE@SURE 03                                                      | 橘志狼（古畑恵介）、硲道夫（伊東健人）、牙崎漣（小松昌平） | 「Baile Apasionado」 「MEET THE WORLD!（SPAIN Ver.）」                    | ゲーム『アイドルマスター SideM LIVE ON ST@GE!』関連曲                                                             |
| 8月22日  | 天下統一恋の乱〜出陣！雑賀4人衆〜 主題歌CD&アニメDVD                                        | 四銃奏 | 「統一天下四銃奏」                                                        | Webアニメ『天下統一恋の乱〜出陣！雑賀4人衆〜』オープニングテーマ                                                  |
| 8月22日  | 天下統一恋の乱〜出陣！雑賀4人衆〜 主題歌CD&アニメDVD                                        | 四銃奏 | 「タガタメニ」                                                            | Webアニメ『天下統一恋の乱〜出陣！雑賀4人衆〜』エンディングテーマ                                                  |
| 11月14日 | THE IDOLM@STER SideM WakeMini! MUSIC COLLECTION 01                                          | 315 STARS（フィジカル Ver.） | 「LET'S GO!!」                                                            | テレビアニメ『アイドルマスター SideM 理由あってMini!』エンディングテーマ                                          |
| 2019年   |                                                                                             | |                                                                           | |
| 2月22日  | アイドルマスター SideM ストラグルハート 第1巻特装版オリジナルCD                             | THE 虎牙道 | 「スマイル・エンゲージ」                                                  | 漫画『アイドルマスター SideM ストラグルハート』関連曲                                                             |
| 3月15日  | THE IDOLM@STER SideM WakeMini! SOLO COLLECTION 01 PHYSICAL Ver.                             | 牙崎漣（小松昌平） | 「LET'S GO!!」                                                            | テレビアニメ『アイドルマスター SideM 理由あってMini!』関連曲                                                      |
| 5月10日  | THE IDOLM@STER SideM 4th ANNIVERSARY DISC「LIVE in your SMILE / DREAM JOURNEY」             | Altessimo、W、FRAME、彩、神速一魂、S.E.M、THE 虎牙道、Legenders | 「LIVE in your SMILE」                                                    | ゲーム『アイドルマスター SideM』関連曲                                                                            |
| 11月9日  | WANTED HANDEAD                                                                              | 天神コウ（小松昌平）、嘉間良流（益山武明）、三次利狂（増元拓也）、和食雷我（濱健人） | 「WANTED HANDEAD」                                                        | キャラクターCD『HANDEAD ANTHEM』関連曲                                                                            |
| 12月18日 | THE IDOLM@STER SideM 5th ANNIVERSARY DISC 01 PRIDE STAR                                     | 315 ALLSTARS | 「PRIDE STAR」 「DRIVE A LIVE」 「Reason!!」 「GLORIOUS RO@D」            | ゲーム『アイドルマスター SideM』関連曲                                                                            |
| 2020年   |                                                                                             | |                                                                           | |
| 1月29日  | fLeEk                                                                                       | B.U.H | 「fLeEk」                                                                 | キャラクターCD『HANDEAD ANTHEM』関連曲                                                                            |
| 2月12日  | 宵宵乱舞                                                                                    | 夜鳴 | 「宵宵乱舞」                                                              | キャラクターCD『HANDEAD ANTHEM』関連曲                                                                            |
| 2月26日  | Why not?                                                                                    | deva | 「Why not?」                                                              | キャラクターCD『HANDEAD ANTHEM』関連曲                                                                            |
| 2月28日  | Every Fight                                                                                 | 柚木夏紗（河西健吾）、都留靖也（小松昌平） | 「Every Fight」                                                           | テレビアニメ『number24』エンディングテーマ                                                                        |
| 3月6日   | THE IDOLM@STER SideM 5th ANNIVERSARY UNIT COLLECTION -PRIDE STAR-                           | THE 虎牙道 | 「PRIDE STAR」                                                            | ゲーム『アイドルマスター SideM』関連曲                                                                            |
| 3月11日  | 移動手段はバイクです/カバンには鉄板です                                                     | DOKONJOFINGER | 「移動手段はバイクです」 「カバンには鉄板です」 「裏切りは無しです」      | テレビアニメ『SHOW BY ROCK!! ましゅまいれっしゅ!!』関連曲                                                         |
| 3月18日  | BIG WAVE                                                                                    | HIGH-TIDE | 「BIG WAVE」                                                              | キャラクターCD『HANDEAD ANTHEM』関連曲                                                                            |
| 5月13日  | 滑走手段はボブスレーです                                                                    | DOKONJOFINGER | 「滑走手段はボブスレーです」                                              | テレビアニメ『SHOW BY ROCK!! ましゅまいれっしゅ!!』関連曲                                                         |
| 5月20日  | SHOW BY ROCK!! ましゅまいれっしゅ!! BD・DVD第3巻特典CD                                      | ハッチン（小松昌平） | 「Stinger」                                                               | テレビアニメ『SHOW BY ROCK!! ましゅまいれっしゅ!!』関連曲                                                         |
| 7月15日  | Rewrite the World                                                                           | 夜鳴 | 「Rewrite the World」 「参上！わりことし」                                | キャラクターCD『HANDEAD ANTHEM』関連曲                                                                            |
| 7月29日  | アニマルセラトピア うたとドラマCDシリーズ Vol.1                                             | ゆず（住谷哲栄）、スイートオリーブ（土岐隼一）、ジンジャー（羽多野渉）、ヒノキ（伊東健人）、 ネロリ（鈴木裕斗）、ミルラ（小松昌平）、ロータス（広瀬裕也） | 「Welcome to Wonder night!」                                              | 『アニマルセラトピア』テーマソング                                                                                |
| 8月5日   | THE IDOLM@STER SideM 5th ANNIVERSARY DISC 06 Jupiter&Beit&THE 虎牙道                        | THE 虎牙道 | 「PROOF OF ONESELF」                                                      | ゲーム『アイドルマスター SideM』関連曲                                                                            |
| 8月5日   | THE IDOLM@STER SideM 5th ANNIVERSARY DISC 06 Jupiter&Beit&THE 虎牙道                        | Jupiter、Beit、THE 虎牙道 | 「いつかのトライアングル」                                                | ゲーム『アイドルマスター SideM』関連曲                                                                            |
| 8月19日  | HIGH-LIGHT-BLUE                                                                             | HIGH-TIDE | 「HIGH-LIGHT-BLUE」 「Miss Mermaid」                                      | キャラクターCD『HANDEAD ANTHEM』関連曲                                                                            |
| 8月26日  | THE IDOLM@STER SideM 5th ANNIVERSARY SOLO COLLECTION 05                                     | 牙崎漣（小松昌平） | 「PROOF OF ONESELF」                                                      | ゲーム『アイドルマスター SideM』関連曲                                                                            |
| 9月16日  | INFECTION                                                                                   | B.U.H | 「INFECTION」 「Crazy Be Crazy」                                          | キャラクターCD『HANDEAD ANTHEM』関連曲                                                                            |
| 9月30日  | アニマルセラトピア うたとドラマCDシリーズ Vol.2                                             | ミルラ（小松昌平） | 「Perfect Night」                                                         | キャラクターCD 『アニマルセラトピア』関連曲                                                                       |
| 10月7日  | THE IDOLM@STER SideM NEW STAGE EPISODE:02 THE 虎牙道                                        | THE 虎牙道 | 「Hungry?」 「NEXT STAGE!」                                               | ゲーム『アイドルマスター SideM』関連曲                                                                            |
| 10月21日 | Calling you                                                                                 | deva | 「Calling you」 「命の華」                                                | キャラクターCD『HANDEAD ANTHEM』関連曲                                                                            |
| 11月1日  | 『星鳴エコーズ』公式設定資料集 特典CD「STAR CRY LOUD」付きVer                               | 遠野涼太（坂泰斗）、相馬結翔（小松昌平）、一条橘 （熊谷健太郎）、九々生紅二郎（佐藤拓也） | 「STAR CRY LOUD」                                                         | ゲーム『星鳴エコーズ』テーマソング                                                                                |
| 11月11日 | MAD PARADE                                                                                  | B.U.H | 「MAD PARADE」                                                            | キャラクターCD『HANDEAD ANTHEM』関連曲                                                                            |
| 12月9日  | KNOCK'EM DEAD                                                                               | 天神コウ・冨着ずみ・嘉間良眩・春野穏人（小松昌平）、嘉間良流・鬼童町信乃・比作天外・久重護（益山武明）、三次利狂・杁敦豪・真我里依留・藻津ノラ（増元拓也）、和食雷我・黒崎隆景・石垣真那人・白島溺（濱健人） | 「KNOCK'EM DEAD」                                                         | キャラクターCD『HANDEAD ANTHEM』関連曲                                                                            |
| 12月9日  | KNOCK'EM DEAD                                                                               | 天神コウ・冨着ずみ・嘉間良眩・春野穏人（小松昌平） | 「KNOCK'EM DEAD（チームユビキタスver.）」                                 | キャラクターCD『HANDEAD ANTHEM』関連曲                                                                            |
| 2021年   |                                                                                             | |                                                                           | |
| 2月7日   | THE IDOLM@STER SideM UNIT COLLECTION -MEET THE WORLD!-                                      | 315 ALLSTARS | 「MEET THE WORLD!」                                                       | ゲーム『アイドルマスター SideM』関連曲                                                                            |
| 2月7日   | THE IDOLM@STER SideM UNIT COLLECTION -MEET THE WORLD!-                                      | THE 虎牙道 | 「MEET THE WORLD!」                                                       | ゲーム『アイドルマスター SideM』関連曲                                                                            |
| 2月17日  | TVアニメ「SHOW BY ROCK!!STARS!!」挿入歌ミニアルバム Vol.1                                   | DOKONJOFINGER | 「OBENTO MAGNUM」                                                         | テレビアニメ『SHOW BY ROCK!! STARS!!』挿入歌                                                                      |
| 3月10日  | アンジェリーク ルミナライズ Sparkle!                                                        | ミラン（小松昌平） | 「Green Carnival〜花と木の祝祭〜」                                        | ゲーム『アンジェリーク ルミナライズ』関連曲                                                                       |
| 3月25日  | MISSION:GO5 ボイスドラマ Vol.01 学園ヲ声福セヨ!                                             | 黄島朝陽（寺島惇太）、白鷹光牙（仲村宗悟）、ロイ（深町寿成）、緑埜樹（小松昌平）、深海青斗（熊谷健太郎） | 「HERE WE GO！」                                                          | キャラクターCD『MISSION：GO5』関連曲                                                                              |
| 3月31日  | アニマルセラトピア うたとドラマCDシリーズ Vol.5                                             | ゆず（住谷哲栄）、スイートオリーブ（土岐隼一）、ミルラ（小松昌平）、ロータス（広瀬裕也） | 「Happy Night Show!」                                                     | キャラクターCD『アニマルセラトピア』関連曲                                                                        |
| 4月7日   | TVアニメ「SHOW BY ROCK!!STARS!!」挿入歌ミニアルバム Vol.2                                   | DOKONJOFINGER | 「メリケンサックに特攻です」                                              | テレビアニメ『SHOW BY ROCK!! STARS!!』挿入歌                                                                      |
| 4月15日  | AWAKE                                                                                       | 天神コウ・冨着ずみ・嘉間良眩・春野穏人（小松昌平）、嘉間良流・鬼童町信乃・比作天外・久重護（益山武明）、三次利狂・杁敦豪・真我里依留・藻津ノラ（増元拓也）、和食雷我・黒崎隆景・石垣真那人・白島溺（濱健人）、ハンヒジュン・宇甘ガラ（榊原優希）、龍門樹・皆野幸（浦田わたる）、九里シモン・知花源次朗（熊谷健太郎） | 「AWAKE」                                                                 | キャラクターCD『HANDEAD ANTHEM』関連曲                                                                            |
| 4月21日  | SHOW BY ROCK!! BEST Vol.4                                                                   | DOKONJOFINGER | 「Red Numbers」 「鳴動」 「BORN BORN DANCE」                              | ゲーム『SHOW BY ROCK!! Fes A Live』関連曲                                                                         |
| 6月18日  | SOLO COLLECTION Ruby                                                                        | 春野穏人（小松昌平） | 「HERO」                                                                  | キャラクターCD『HANDEAD ANTHEM』関連曲                                                                            |
| 7月15日  | TikTokでバズり隊                                                                            | DOKONJOFINGER | 「TikTokでバズり隊」                                                      | ゲーム『SHOW BY ROCK!! Fes A Live』関連曲                                                                         |
| 7月21日  | SOLO COLLECTION Topaz                                                                       | 天神コウ（小松昌平） | 「Ideal World」                                                           | キャラクターCD『HANDEAD ANTHEM』関連曲                                                                            |
| 8月11日  | SOLO COLLECTION Turquoise                                                                   | 冨着ずみ（小松昌平） | 「Share Happy」                                                           | キャラクターCD『HANDEAD ANTHEM』関連曲                                                                            |
| 9月15日  | SOLO COLLECTION Amethyst                                                                    | 嘉間良眩（小松昌平） | 「Take the cake」                                                         | キャラクターCD『HANDEAD ANTHEM』関連曲                                                                            |
| 9月29日  | THE IDOLM@STER SideM GROWING SIGN@L 01 Growing Smiles!                                      | 315 ALLSTARS | 「Growing Smiles!」 「DRIVE A LIVE」 「Beyond The Dream」 「NEXT STAGE!」 | ゲーム『アイドルマスター SideM GROWING STARS』関連曲                                                              |
| 2022年   |                                                                                             | |                                                                           | |
| 1月8日   | THE IDOLM@STER SideM UNIT COLLECTION -Growing Smiles!-                                      | THE 虎牙道 | 「Growing Smiles!」                                                       | ゲーム『アイドルマスター SideM GROWING STARS』関連曲                                                              |
| 1月28日  | 信じるのは己です                                                                            | DOKONJOFINGER | 「信じるのは己です」                                                      | ゲーム『SHOW BY ROCK!! Fes A Live』関連曲                                                                         |
| 3月4日   | HANDEAD THE BEST                                                                            | 天神コウ・冨着ずみ・嘉間良眩・春野穏人（小松昌平）、嘉間良流・鬼童町信乃・比作天外・久重護（益山武明）、三次利狂・杁敦豪・真我里依留・藻津ノラ（増元拓也）、和食雷我・黒崎隆景・石垣真那人・白島溺（濱健人） | 「MEMORIES」                                                              | キャラクターCD『HANDEAD ANTHEM』関連曲                                                                            |
| 3月4日   | HANDEAD THE BEST                                                                            | 天神コウ（小松昌平）、嘉間良流（益山武明）、三次利狂（増元拓也）、和食雷我（濱健人） | 「WANTEAD HANDEAD -Remix Mosh ver-」                                      | キャラクターCD『HANDEAD ANTHEM』関連曲                                                                            |
| 3月12日  | THE IDOLM@STER SideM PASSION@TE FORMATION -PHYSICAL-                                        | 315 STARS（フィジカルVer.） | 「RED HOT BEAT!!」                                                        | ゲーム『アイドルマスター SideM GROWING STARS』関連曲                                                              |
| 3月12日  | THE IDOLM@STER SideM PASSION@TE FORMATION -PHYSICAL-                                        | 牙崎漣（小松昌平） | 「RED HOT BEAT!!」                                                        | ゲーム『アイドルマスター SideM GROWING STARS』関連曲                                                              |
| 6月24日  | JULY SICK PARK                                                                              | DOKONJOFINGER | 「JULY SICK PARK」                                                        | ゲーム『SHOW BY ROCK!! Fes A Live』関連曲                                                                         |
| 7月6日   | THE IDOLM@STER SideM GROWING SIGN@L 09 THE 虎牙道                                           | THE 虎牙道 | 「K.now O.nly」 「CATCH ME IF YOU CAN」                                   | ゲーム『アイドルマスター SideM GROWING STARS』関連曲                                                              |
| 5月25日  | GAMDOL song COL『HIGHLIGHT』                                                                | Raise | 「HIGHLIGHT」 「Raised in pain」                                          | 『GAMDOL』関連曲                                                                                                  |
| 6月6日   | ENLIGHTRIBE キャラクターソング Vol.04 砦 螺藻「残響」                                       | 砦螺藻（小松昌平） | 「残響」                                                                  | 『ENLIGHTRIBE』関連曲                                                                                             |
| 11月23日 | THE IDOLM@STER SideM 49 ELEMENTS 06 THE 虎牙道                                              | THE 虎牙道 | 「Reflection BREAKERS」                                                   | ゲーム『アイドルマスター SideM GROWING STARS』関連曲                                                              |
| 11月23日 | THE IDOLM@STER SideM 49 ELEMENTS 06 THE 虎牙道                                              | 牙崎漣（小松昌平） | 「From Genius」                                                           | ゲーム『アイドルマスター SideM GROWING STARS』関連曲                                                              |
| 11月25日 | GUTS GUTS GUTS                                                                              | DOKONJOFINGER | 「GUTS GUTS GUTS」                                                        | ゲーム『SHOW BY ROCK!! Fes A Live』関連曲                                                                         |
| 12月3日  | THE IDOLM@STER SideM GROWING SIGN@L SOLO COLLECTION 02                                      | 牙崎漣（小松昌平） | 「K.now O.nly」                                                           | ゲーム『アイドルマスター SideM GROWING STARS』関連曲                                                              |
| 12月21日 | THE IDOLM@STER SideM GROWING SIGN@L 15 Take a StuMp!                                        | 315 ALLSTARS | 「Take a StuMp!」                                                         | ゲーム『アイドルマスター SideM GROWING STARS』関連曲                                                              |
| 2023年   |                                                                                             | |                                                                           | |
| 2月11日  | THE IDOLM@STER SideM UNIT COLLECTION -Take a StuMp!-                                        | THE 虎牙道 | 「Take a StuMp!」                                                         | ゲーム『アイドルマスター SideM GROWING STARS』関連曲                                                              |
| 3月11日  | 幻想のUtopia/安寧のDystopia                                                                 | ピエール（堀江瞬）、蒼井悠介（菊池勇成）、蒼井享介（山谷祥生）、握野英雄（熊谷健太郎）、木村龍（濱健人）、秋山隼人（千葉翔也）、冬美旬（永塚拓馬）、榊夏来（渡辺紘）、若里春名（白井悠介）、紅井朱雀（益山武明）、東雲荘一郎（天﨑滉平）、アスラン＝ベルゼビュートII世（古川慎）、岡村直央（矢野奨吾）、硲道夫（伊東健人）、大河タケル（寺島惇太）、牙崎漣（小松昌平）、天峰秀（伊瀬結陸）、花園百々人（宮﨑雅也）、眉見鋭心（大塚剛央） | 「幻想のUtopia」                                                          | 舞台『THE IDOLM@STER SideM PASSIONABLE READING SHOW -超常事変〜対立スル正義〜-』オープニングテーマ                |
| 3月14日  | precious love                                                                               | 315 STARS | 「precious love」                                                         | ゲーム『アイドルマスター SideM GROWING STARS』関連曲                                                              |
| 10月28日 | THE IDOLM@STER SideM 8th STAGE THEME SONG「Hands & Claps!」                                 | 315 ALLSTARS | 「Hands & Claps!」                                                        | ライブイベント『THE IDOLM@STER SideM 8th STAGE 〜ALL H@NDS TOGETHER〜』テーマソング                               |
| 10月28日 | THE IDOLM@STER SideM 8th STAGE THEME SONG「Hands & Claps!」                                 | 315 STARS（フィジカルVer.） | 「Hands & Claps!」                                                        | ライブイベント『THE IDOLM@STER SideM 8th STAGE 〜ALL H@NDS TOGETHER〜』テーマソング                               |
| 2024年   |                                                                                             | |                                                                           | |
| 3月27日  | THE IDOLM@STER SideM CIRCLE OF DELIGHT 08 THE 虎牙道                                        | THE 虎牙道 | 「宵闇のイリュージョン」 「究極…FIGHTING」                                | 『アイドルマスター SideM』関連曲                                                                                  |
| 4月5日   | WILD RIDE                                                                                   | DOKONJOFINGER | 「WILD RIDE」                                                             | 『SHOW BY ROCK!!』関連曲                                                                                          |
| 8月7日   | THE IDOLM@STER SideM F@NTASTIC COMBINATION 〜HEARTMAKER!!!!〜 -BELIEVER'S MATCH- THE 虎牙道 | W、THE 虎牙道 | 「vs.BELIEVERS」                                                          | ライブイベント『315 Production presents F＠NTASTIC COMBINATION LIVE 〜HEARTMAKER!!!!〜 -BELIEVER'S MATCH-』関連曲 |
| 8月7日   | THE IDOLM@STER SideM F@NTASTIC COMBINATION 〜HEARTMAKER!!!!〜 -BELIEVER'S MATCH- THE 虎牙道 | THE 虎牙道 | 「YELL OF DELIGHT」                                                       | ライブイベント『315 Production presents F＠NTASTIC COMBINATION LIVE 〜HEARTMAKER!!!!〜 -BELIEVER'S MATCH-』関連曲 |
| 8月7日   | THE IDOLM@STER SideM F@NTASTIC COMBINATION 〜HEARTMAKER!!!!〜 -BELIEVER'S MATCH- THE 虎牙道 | Beit、神速一魂、W、THE 虎牙道 | 「Beyond the Dream（HEARTMAKER!!!! Ver.）」                               | ライブイベント『315 Production presents F＠NTASTIC COMBINATION LIVE 〜HEARTMAKER!!!!〜 -BELIEVER'S MATCH-』関連曲 |
| 8月7日   | THE IDOLM@STER SideM F@NTASTIC COMBINATION 〜HEARTMAKER!!!!〜 -BELIEVER'S MATCH- W          | Beit、神速一魂、W、THE 虎牙道 | 「DRIVE A LIVE（HEARTMAKER!!!! Ver.）」                                   | ライブイベント『315 Production presents F＠NTASTIC COMBINATION LIVE 〜HEARTMAKER!!!!〜 -BELIEVER'S MATCH-』関連曲 |
| 8月19日  | ブレイクマイケース パーソナルソング・コンピレーション Vol.3                                 | 壱川春日（小松昌平） | 「Night Floating」                                                        | ゲーム『ブレイクマイケース』 関連曲                                                                               |

### その他参加作品
| 発売日         | 商品名                                            | 歌                               | 楽曲                                                              | 備考                                                  |
| -------------- | ------------------------------------------------- | -------------------------------- | ----------------------------------------------------------------- | ----------------------------------------------------- |
| 2018年7月16日  | K for…                                            | K4                               | 「K for…」 「K4体操」 「K for…（アナザーバージョン）」            | Web番組『K4カンパニー』関連曲                         |
| 2019年5月11日  | K4行進曲!!!!                                      | K4                               | 「K4行進曲!!!!」 「STEP BY STEP」                                 | Web番組『K4カンパニー』関連曲                         |
| 2019年10月25日 | EXISTENCE                                         | 濱健人、小松昌平                 | 「EXISTENCE」 「Have good Holiday!」                              | Web番組『K4カンパニー』関連曲                         |
| 2019年11月5日  | GO5!GOALOUS5!                                     | GOALOUS5                         | 「GO5!GOALOUS5!」 「Let's GOALOUS5!!」                            | 『GOALOUS5』テーマソング                              |
| 2019年11月27日 | We are TWO for ONE!                               | 深町寿成、小松昌平               | 「We are TWO for ONE!」 「Fated to Love」                         | ラジオ『深町寿成・小松昌平 TWO for ONE』テーマソング  |
| 2020年2月28日  | Oath                                              | “Show You” from 男子力向上委員会 | 「Oath」 ｢Oath -"You" solo version-｣ ｢Oath -"Show" solo version-｣ | Web番組『永野由祐・小松昌平の男子力向上委員会』関連曲 |
| 2020年8月31日  | Message                                           | K4                               | 「Have a good Holiday! (All Member ver)」 「link」                | Web番組『K4カンパニー』関連曲                         |
| 2020年11月25日 | 5 AHEAD!                                          | GOALOUS5                         | 「5 AHEAD!」 「RosyBeat」                                         | 『GOALOUS5』テーマソング                              |
| 2021年2月24日  | 1+1                                               | 深町寿成、小松昌平               | 「1+1」 「Mighty Fever Fever!!」                                  | ラジオ『深町寿成・小松昌平 TWO for ONE』テーマソング  |
| 2021年3月19日  | Believe!                                          | K4                               | 「Believe!」 「K4あるあるソング (全員Ver.)」                      | Web番組『K4カンパニー』関連曲                         |
| 2021年3月19日  | Believe!限定盤特典CD K4あるあるソング〜ソロver.〜 | 小松昌平                         | 「K4あるあるソング (小松ver.)」                                   | Web番組『K4カンパニー』関連曲                         |
| 2021年8月17日  | TWO PACE                                          | 増元拓也、小松昌平               | 「TWO PACE」 「link 〜Acoustic ver〜」                            | Web番組『K4カンパニー』関連曲                         |
| 2022年1月19日  | MIRAGE SHOW                                       | GOALOUS5                         | 「MIRAGE SHOW」 「Dreaming Time」                                 | 『GOALOUS5』テーマソング                              |
| 2022年2月25日  | 最高LOVE                                          | K4                               | 「最高LOVE」                                                      | Web番組『K4カンパニー』関連曲                         |
| 2022年2月25日  | 最高LOVE Black Coffee特典CD                       | 小松昌平                         | 「Black Coffee (小松昌平ver)」                                    | Web番組『K4カンパニー』関連曲                         |